# Россино, Андре
Андре Россино (фр. André Rossinot; род. 22 мая 1939, Брие, Франция) — французский политик и государственный деятель, министр по связям с парламентом (1986—1988), министр социальных дел (1993—1995), мэр Нанси (с 1983 года). Член французской Радикальной партии.

## Биография
Андре Россино родился 22 мая 1939 года в городке Брие департамента Мёрт и Мозель. Окончил лицей Анри Пуанкаре (1951—1958) и медицинскую школу Университета Нанси I. По профессии врач-отоларинголог. В 1969 году был впервые избран в Муниципальный совет Нанси.

## Политическая карьера
- Депутат Национального собрание Франции (1978—1997)
- Президент Радикальной партии Франции (1983—1988; 1993—1997; 2003—2005)
- Мэр Нанси (с 1983 года по наст. вр.)
- Министр по связям с парламентом в правительстве Жака Ширака (20 марта 1986 — 12 мая 1988)
- Министр социальных дел в правительстве Эдуара Балладюра (30 марта 1993 — 18 мая 1995)

## Награды
- Офицер ордена Почётного легиона
- Почётный член Академии Станислава (Нанси)